# Ґронувек
Ґронувек (пол. Gronówek) — село в Польщі, у гміні Злочев Серадзького повіту Лодзинського воєводства.
Населення — 120 осіб (2011).
У 1975-1998 роках село належало до Серадзького воєводства.

## Демографія
Демографічна структура станом на 31 березня 2011 року:
|          | Загалом | Допрацездатний вік | Працездатний вік | Постпрацездатний вік |
| -------- | ------- | ------------------ | ---------------- | -------------------- |
| Чоловіки | 62      | 9                  | 47               | 6                    |
| Жінки    | 58      | 15                 | 30               | 13                   |
| Разом    | 120     | 24                 | 77               | 19                   |